# デルタ2000
デルタ2000型（英語: Delta 2000 series）はアメリカ合衆国で1974年から1981年までに利用された打ち上げロケット。44回の打ち上げに利用された。デルタシリーズのひとつであり、4桁の数値コードで表される異なるいくつかの派生型が存在する。デルタ1000、2000および3000型のロケットにはアポロ計画の第1段、2段エンジンの余剰分のロケットエンジンが使われている。
初段は拡張長タンク型ソーロケットで、以前のMB-3-IIIに変えて、サターンIBで利用されたH-1に小改修を加えたロケットダイン製RS-27エンジンで再設計された。打ち上げ時の推進力向上のために3機から9機のキャスター2型固体ロケットブースターが取り付けられていた。デルタ-Pと呼ばれる第2段にはTRW製TR-201エンジンが使用された。TR-201エンジンは固定噴進出力用に再設計された月着陸船用下降エンジンであった。より高い軌道へ到達するために3段構成を必要とする場合、遠地点キックモーターとしてサイコオール製スター37D型およびE型が上段として利用された。
デルタ2000の打ち上げはヴァンデンバーグ空軍基地の第2発射施設西とケープカナベラル空軍基地の第17発射施設A・Bで行われた。44機の打ち上げのうち、43回が成功している。唯一の失敗は1974年1月19日の初飛行であり、軍事通信衛星スカイネット2Aを利用不可能な軌道へ投入してしまうものであった。第2段の電子パッケージの回路基板の短絡によって上段と衛星は不安定な低軌道(96×3.406km×37.6度)に投入され、軌道は急速に減衰した。調査で回路基板に標準以下のコーティングが使われていたことが明らかになった。